# Grunwald Poznań
Wojskowy Klub Sportowy Grunwald Poznań – wielosekcyjny klub sportowy, założony 12 września 1947 roku w Poznaniu, przez grupę oficerów i podoficerów garnizonu poznańskiego. Zebranie założycielskie odbyło się w siedzibie Miejskiego Urzędu Wychowania Fizycznego i Przysposobienia Wojskowego przy ul. Matejki 61. Ustalono nazwę WKS Kadra Poznań i statut klubu, wybrano zarząd, komisję rewizyjną i sąd honorowy. Pierwszym prezesem został ówczesny komendant MUWFiPW w Poznaniu maj Kazimierz Gawrycki.  Powołano też pierwsze sekcje sportowe: piłki nożnej, bokserską, lekkoatletyczną, strzelecką i tenisową.

## Historyczne nazwy
- 1947–1950 – Wojskowy Klub Sportowy „Kadra” Poznań
- 1950–1957 – Wojskowy Klub Sportowy Poznań
- 1957 – Wojskowy Klub Sportowy Grunwald Poznań

## Hokej na trawie
Sukcesy
- Mistrz Polski: (28x) – 1955, 1966, 1992, 1993, 1994, 1996, 1997, 1999, 2000, 2001, 2002, 2003, 2008, 2009, 2010, 2011[2], 2012[3], 2013[4], 2015, 2016, 2017, 2018, 2019, 2020, 2021, 2022, 2024[5], 2025[6]
  - jako WKS Poznań: (3x) – 1935, 1936 i 1938
- Wicemistrz Polski: (19x) – 1956, 1958, 1959, 1963, 1971, 1972, 1973, 1975, 1987, 1990, 1991, 1995, 1998, 2004, 2005, 2006, 2007, 2014, 2023
- III miejsce: (10x) – 1957, 1961, 1962, 1965, 1967, 1970, 1974, 1985, 1986, 1989,
- Halowy Mistrz Polski: (20x) – 1961, 1963, 1965, 1966, 1974, 1992, 1993, 2001, 2003, 2010[7], 2011, 2012[8], 2013[9], 2014, 2015, 2016, 2018, 2019, 2022, 2023[10]
- Halowy Wicemistrz Polski: (14x) – 1967, 1970, 1972, 1975, 1988, 1990, 1991, 2005, 2007, 2009, 2017, 2020, 2021, 2025[11]
- Halowe III miejsce: (5x) – 1987, 1989, 1994, 1996, 1999,

## Piłka ręczna
Sukcesy
- Mistrzostwo Polski: – 1971
- Wicemistrz Polski: (2x) – 1972, 1991
- III miejsce: (3x) – 1970, 1973, 1977
- Puchar Polski: (3x) – 1972, 1979, 1980

## Piłka nożna
Nieistniejąca już sekcja sportowa.
- III liga – (5 sezonów) 1976/77, 1977/78, 1978/79, 1982/83 i 1984/85.
- Puchar Polski (2x szczebel centralny) – sezon 1966/1967: I seria eliminacyjna(Grunwald Poznań – Zagłębie Wałbrzych 0:2), sezon 1975/1976: 1/16 (Grunwald Poznań – Stal Stocznia Szczecin 0:0 po dogrywce i 5:3 w rzutach karnych, Grunwald Poznań – Polonia Bytom 0:2[12].

## Pozostałe sekcje
- zapasy w stylu wolnym – Władysław Stecyk, zawodnik Grunwaldu w latach 1969–1988, Monika Michalik, brązowa medalistka LIO w Rio de Janeiro 2016, złota medalistka Mistrzostw Europy w Zapasach w Nowym Sadzie 2017
- bieg na orientację – Puchar Polski
- strzelectwo sportowe – Puchar Polski
- tenis ziemny – drużynowe mistrzostwo Polski kobiet (2010, 2011)
- taekwondo